# Villa Skogsborg

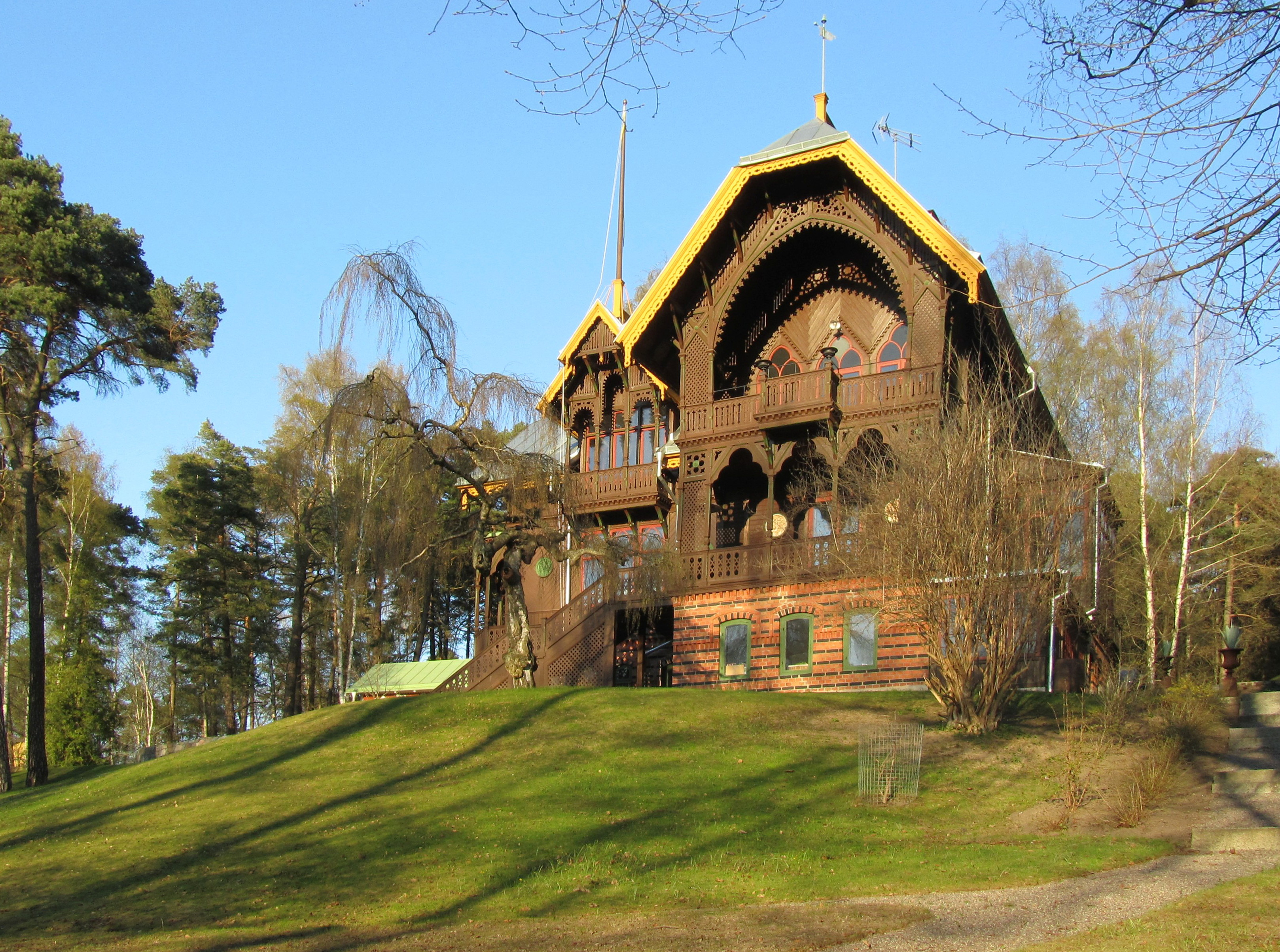
Villa Skogsborg.

Villa Skogsborg är en villa vid Ulriksdals slottsområde, uppförd 1877 som sommarnöje för restauratören Theodor Blanch efter ritningar av Magnus Isæus. På samma tomt står Villa Mathilda som även den beställdes av Blanch.

## Beskrivning

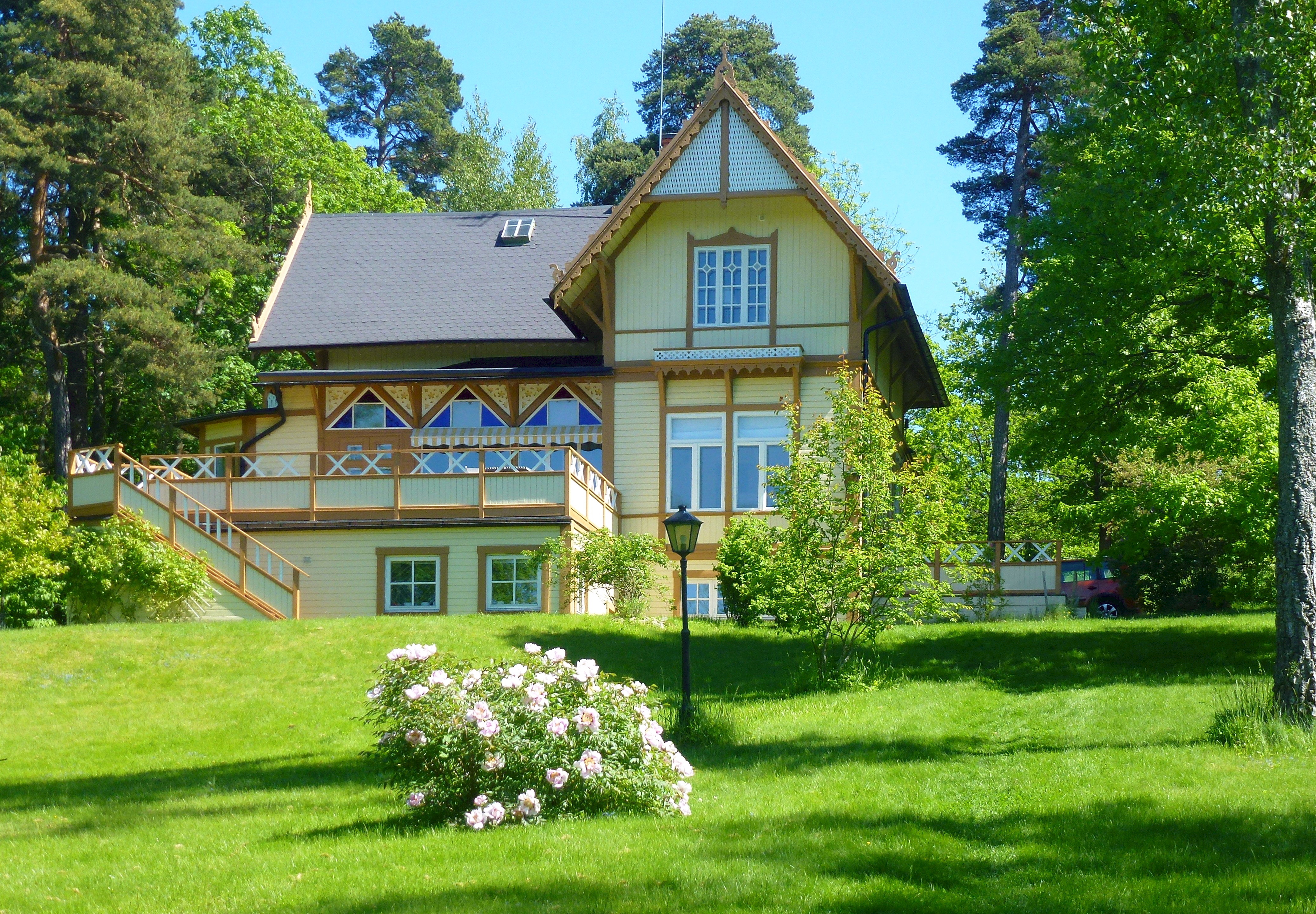
Villa Mathilda.

### Villa Skogsborg
Utformningen är amerikanskinfluerad stick style-arkitektur samt olika nystilar med en del fornnordiska inslag. Sockeln är murad i rött tegel med svarta band. Fasaderna är smyckade med omfattande lövsågerier. Träpaneler är målade i mörkbrun kulör med gula och gröna accenter. Taket har brant takfall och är täckt av kopparplåt. Verandan har senare glasats in. Skogsborg används numera som privat permanentbostad.

### Villa Mathilda
Intill (norr om) Skogsborg står Villa Mathilda som uppfördes ett år efter Skogsborg. Även Mathildas byggherre var Theodor Blanch och huset står på samma tomt som Skogsborg. Byggnaden nyttjades som sommarvilla och hade en lägenhet på vardera våningen. Omkring 1880 förvärvades villan av Simon Sachs (far till Josef Sachs) som uppkallade huset efter sin hustru Mathilda. Villans panelklädda ytterväggarna är numera målade i ljusgul kulör medan snickerierna och lövsågerierna är ockra respektive vita.